# St. Peter (Petersaurach)

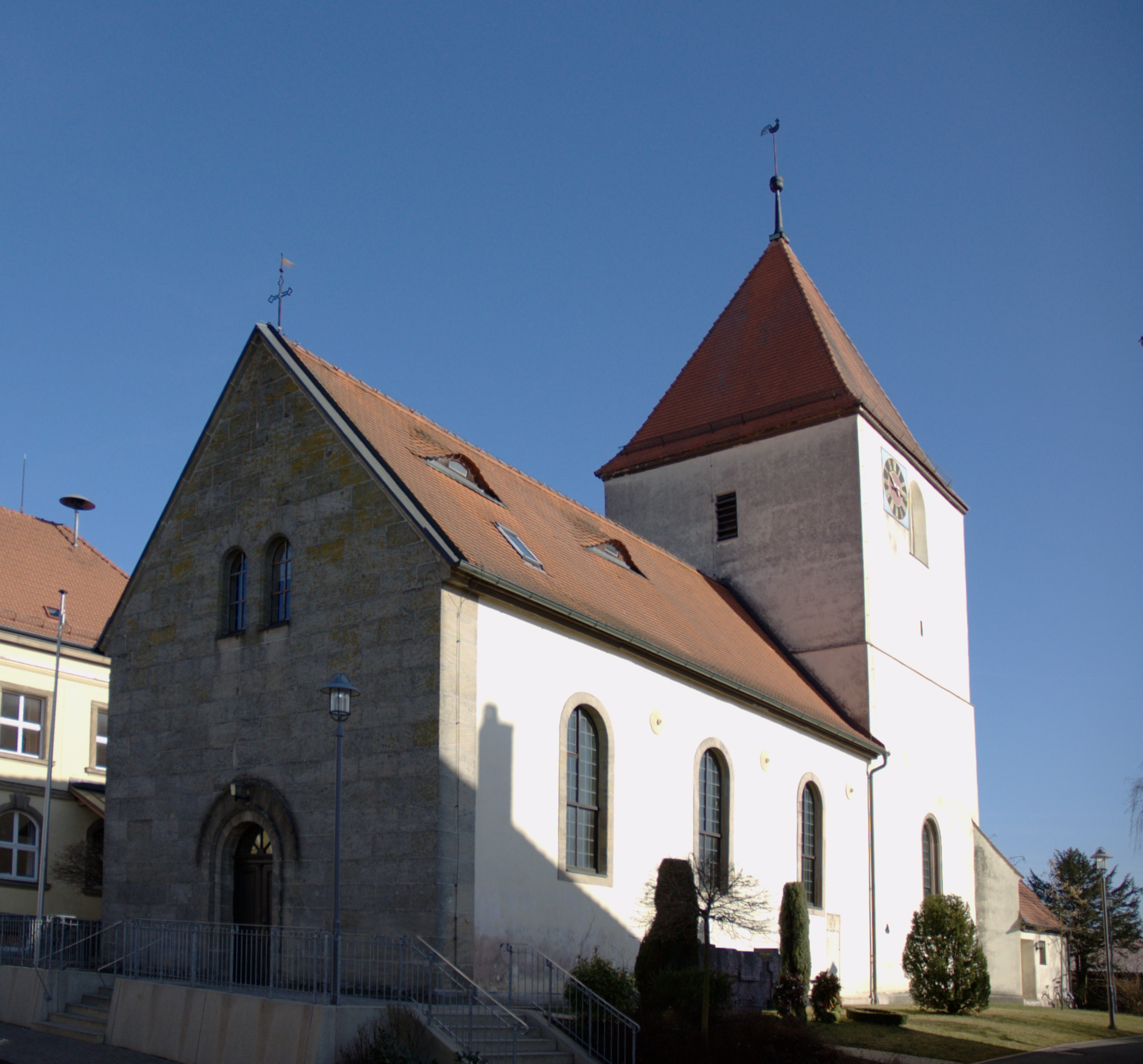
Die St. Peterskirche in Petersaurach

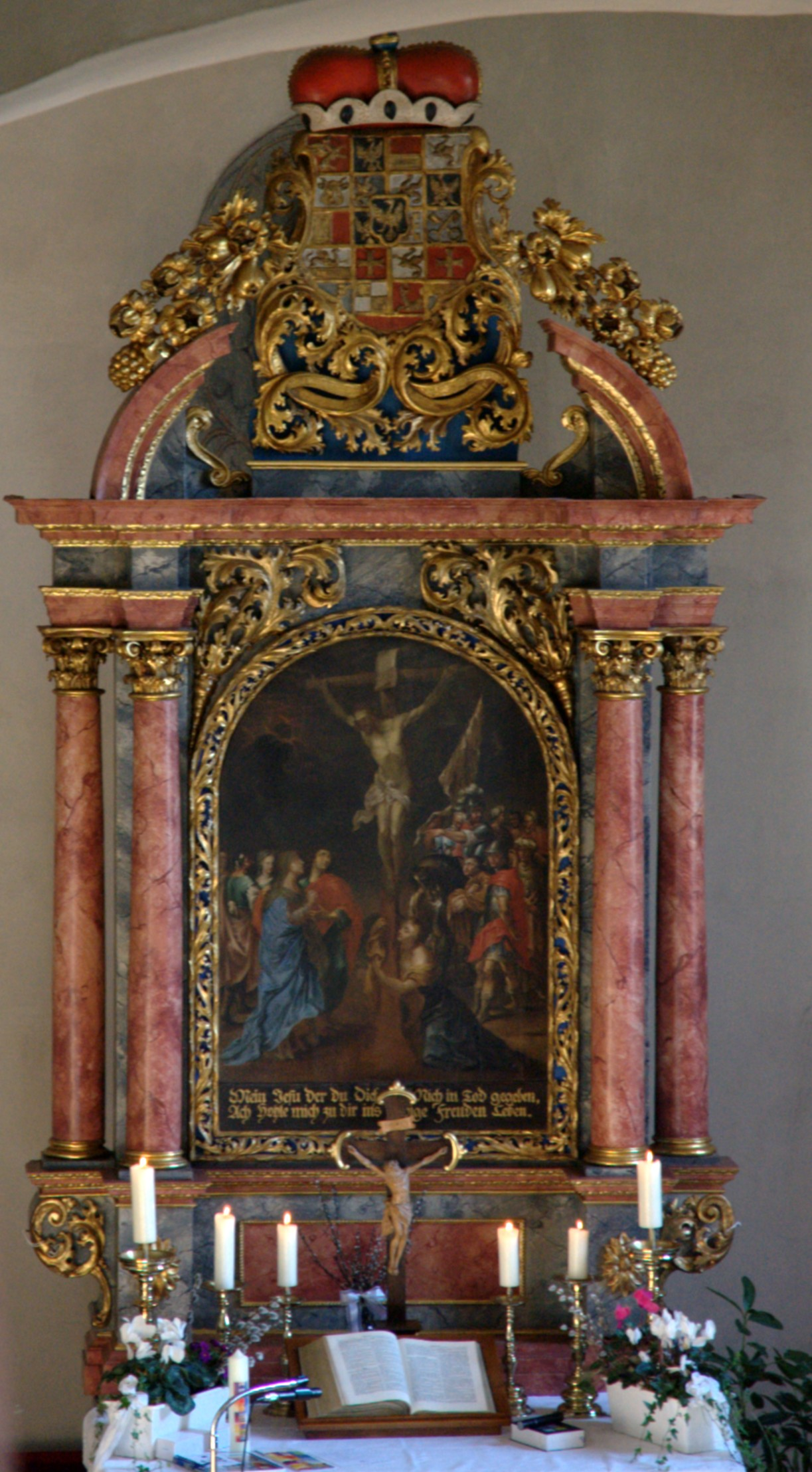
Altar der St. Peterskirche

St. Peter ist eine nach dem Apostel Petrus benannte Kirche der evangelisch-lutherischen Kirchengemeinde Petersaurach (Dekanat Windsbach).

## Kirchengemeinde
Ursprünglich war St. Peter eine Filiale von St. Alban (Sachsen bei Ansbach). Seit dem 12. Jahrhundert ist Petersaurach ein eigenständiger Kirchensprengel mit Pfarrer und einer Pfarrkirche, schon damals unter dem Patrozinium Peter.
In die Kirchengemeinde St. Peter sind die Orte Altendettelsau, Gleizendorf (seit 1435), Langenheim, Langenloh (seit 1929), Petersaurach, Wicklesgreuth und Ziegendorf gepfarrt. Nicht mehr zur Kirchengemeinde gehört die 1402 selbstständig gewordene Filialkirche St. Nikolai (Neuendettelsau), die sog. „Winterseite“ des Ortes Aich (ab 1810 Kirchengemeinde St. Michael Weißenbronn) und Geichsenhof mit der Geichsenmühle (ab 1812 ebenfalls St. Michael).
Von 1555 bis 1810 gehörte die Pfarrei zum Dekanat Schwabach, seit 1810 zum Dekanat Windsbach.
Zu der Kirchengemeinde gehören auch die Kirchen St. Mauritius (Gleizendorf) und die Friedenskirche (Wicklesgreuth). Die wohl um 1350 errichtete Marienkapelle bei Altendettelsau besteht heute nicht mehr.

### Pfarrer
- Ulrich Hofstätter (Amtszeit um 1390)
- Johann Hofmann (????–1528)
- Johann Paur (1528– ????)
- Stanislaus Porphyrius (1556–????)
- Johannes Friedrich Sperl (1882–1913)
- Jacob Däschlein
- Hans Binöder
- Walter Eidam
- Johannes Tröbs
- Inge Kamm

### Mitgliederentwicklung
- 1987: ca. 2.000 Mitglieder
- 2009: ca. 2.400 Mitglieder

## Kirchengebäude
Von der ursprünglichen Kirche ist nichts erhalten geblieben. Die jetzige St.-Peters-Kirche wurde im 14./15. Jahrhundert als gotischer Chorturm errichtet. Ende des 17. Jahrhunderts wurde eine Sakristei angebaut und um 1720 ein Langhaus. Aus dieser Zeit stammt auch die Inneneinrichtung (Kanzel, Orgel, Gestühl, Epitaph, Grabsteine). 1799 wurde der Turm auf die heutige Höhe gekürzt. 1942 wurden drei von vier Glocken für Kriegszwecke abmontiert. Erhalten geblieben ist eine bronzene Glocke aus dem Jahr 1724. Die eingeschmolzenen Glocken wurden 1952 durch drei Stahlgussglocken ersetzt.
Ursprünglich war die Kirche von einem Friedhof umgeben. Als dieser zu klein geworden war, erfolgte 1848 eine Verlegung an den Weg, der nach Aich führt.